# Česká Lípa
Česká Lípaⓘ (niem. Böhmisch Leipa) – miasto w Czechach, w kraju libereckim. Miasto jest dużym regionalnym ośrodkiem edukacyjnym – znajduje się tu 10 szkół poziomu ponadpodstawowego.  Pierwsza wzmianka o mieście pochodzi z roku 1263, zniszczona na skutek pożaru w 1787. W mieście rozwinął się przemysł środków transportu, metalowy, włókienniczy oraz drzewny.
Według danych z 1 stycznia 2024, liczba mieszkańców miasta wynosi 37 483 osób (27. miejsce w kraju).

## Demografia
| Rok             | 1970   | 1980   | 1991   | 2001   | 2003   | 2021   | 2024   |
| --------------- | ------ | ------ | ------ | ------ | ------ | ------ | ------ |
| Liczba ludności | 17 550 | 24 801 | 39 424 | 39 307 | 38 841 | 37 361 | 37 483 |

Źródło: Czeski Urząd Statystyczny

## Miasta partnerskie
- Norwegia: Molde
- Niemcy: Mittweida
- Ukraina: Użhorod
- Słowacja: Bardejów
- Polska: Bolesławiec